# Giapponesi delle Hawaii

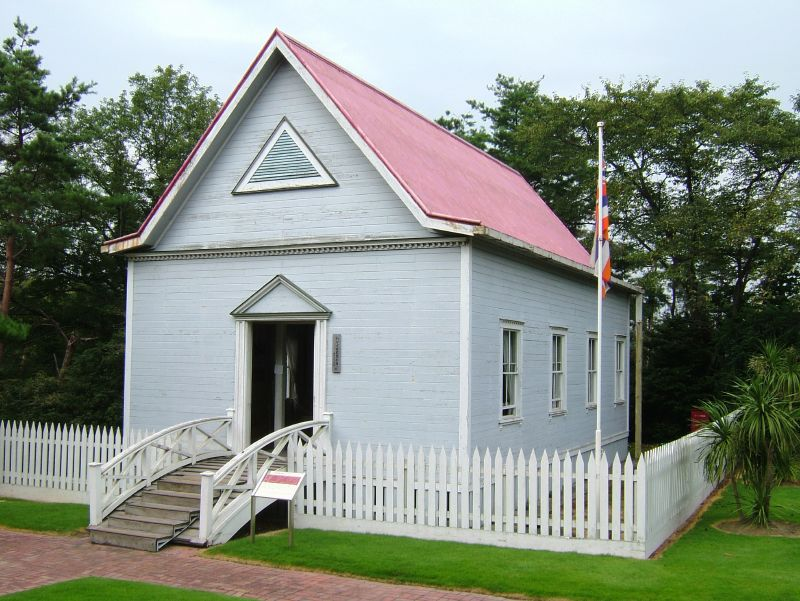
La sede dell'Assemblea degli immigrati giapponesi di Hilo, costruita nel 1889 e oggi situata al Meiji-mura in Giappone

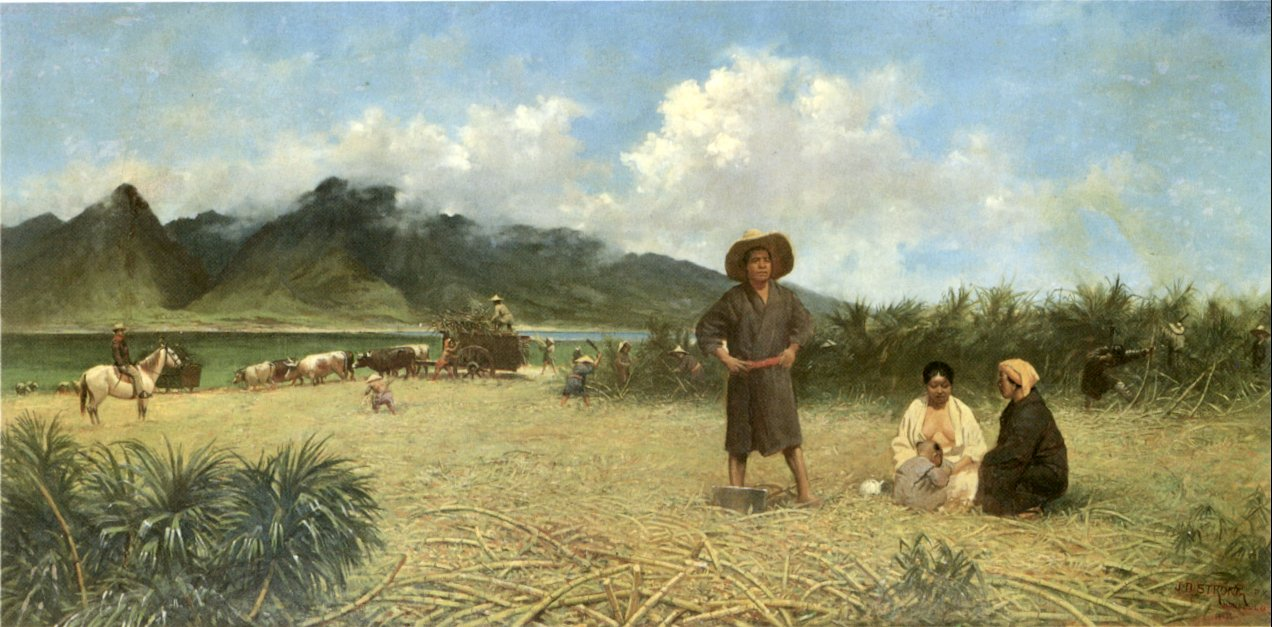
Braccianti giapponesi nella piantagione di Spreckelsville, olio su tela di Joseph Dwight Strong, 1885, collezione privata

I giapponesi delle Hawaii (localmente noti anche come Kepanī) costituiscono il secondo gruppo etnico per dimensioni dello stato delle Hawaii. Al loro massimo negli anni 20 i giapponesi delle Hawaii rappresentavano il 43% della popolazione dell'arcipelago; oggi si attestano invece al 16,7% secondo il censimento del 2000. Quest'ultimo tuttavia considerava come a parte gli individui di razza mista, pertanto la percentuale degli abitanti che reclamano una qualche discendenza giapponese è probabilmente molto più elevata.

## Storia

### L'ultimo viaggio dell'Inawaka-maru
Il primo arrivo noto di giapponesi nel Regno delle Hawaii avvenne il 5 maggio 1806, quando i sopravvissuti della sfortunata nave Inawaka-maru rimasta alla deriva per più di settanta giorni raggiunsero l'arcipelago.
L'Inawaka-maru, piccola nave mercantile costruita nel 1798 a Osaka, era di proprietà di Mansuke Motoya. L'Inawaka-maru salpò per il suo ultimo viaggio da Hiroshima in direzione di Edo (la moderna Tokyo) il 7 novembre 1805. La nave era stata noleggiata dal clan Kikkawa per trasportare stuoie, mangimi per cavalli e due passeggeri, funzionari di Kikkawa. Il suo equipaggio era composto dal capitano Niinaya Ginzo, dal maestro Ichiko Sadagoro, dai marinai Hirahara Zenmatsu, da Akazaki Matsujiro, da Yumori Kasoji e da Wasazo, per un totale di otto persone a bordo. L'Inawaka-maru dovette tuttavia tornare indietro e ricominciò il suo viaggio il 27 novembre. Arrivò a Edo il 21 dicembre, quindi fece rotta verso il suo porto di origine fermandosi a Kanagawa, Uraga e Shimoda, e salpò per l'ultima tappa - da Shimoda attraverso il mare di Enshunada - il 6 gennaio 1806.
L'Inawaka-maru fu quindi colto da una tempesta di neve che si trasformò in pioggia i cui forti venti spinsero la nave verso est nell'oceano Pacifico.  Il 7 gennaio l'equipaggio abbatté l'albero della nave a causa dei forti venti. L'11 gennaio furono avvistate due isole rocciose, ma nessun tentativo di attracco su di esse venne fatto. Queste sarebbero state le ultime terre avvistate prima delle isole hawaiane. Il 20 gennaio i depositi d'acqua erano vuoti, ragione per cui gli uomini iniziarono a raccogliere l'acqua piovana per sopravvivere. Il 28 febbraio terminarono invece le riserve di riso. Il 15 marzo un pesce volante atterrò sulla nave e gli uomini pescarono per sopravvivere. Il 20 marzo il Tabour, una nave americana capitanata da Cornelius Sole, salvò gli uomini dell'Inawaka-maru. Li trovò a implorare per del cibo gesticolando verso lo stomaco, la bocca e facendo l'inchino, avendo egli trovato la cambusa vuota e avendo compreso quindi il loro calvario. Egli fece quindi trasportare i beni dei sopravvissuti a bordo della sua nave e recuperate parti e oggetti a bordo del Inawaka-maru. Il capitano Sole fece quindi nutrire i sopravvissuti, assegnandogli nell'arco di cinque giorni piccole porzioni a una progressione a tre pasti normali al giorno, il rimedio per la morte per fame. Il 5 maggio 1806, il Tabour attraccò a Oahu, nelle Hawaii. Il capitano Sole lasciò gli otto giapponesi alle cure del re Kamehameha I. Il capitano Sole vi lasciò anche l'ancora dell'Inawaka-maru, 40 assi e altri oggetti come pagamento per l'ospitalità ricevuta dal Regno.
Il re affidò i giapponesi alle cure di Kalanimoku, il quale il 6 maggio di quell'anno fece costruire a 50 uomini una casa per i giapponesi. Ci vollero quattro giorni per i lavori nonché un cuoco e due guardie, fatto che riscosse l'attenzione di numerose persone attratte da questi uomini di diversa etnia. Il 17 agosto i giapponesi lasciarono le Hawaii a bordo della Perseveranza in direzione di Macao. Da lì presero una nave cinese per Giacarta il 25 dicembre. A Giacarta si ammalarono e cinque morirono lì o durante il viaggio verso Nagasaki dove arrivarono il 17 giugno 1807 e dove un altro di loro morì. All'epoca del Sakoku era illegale lasciare il Giappone e pertanto gli altri due sopravvissuti furono incarcerati e interrogati. Uno si suicidò mentre l'ultimo sopravvissuto, di nome Hirahara Zenmatsu, alla fine riuscì a tornare a casa il 29 novembre 1807 ma fu convocato da Asano Narikata, Daimyō di Hiroshima, il quale poi riportò la sua odissea in un'opera intitolata Iban Hyoryu Kikokuroku Zenmatsu. Hirahara Zenmatsu morì sei mesi dopo.

### Il gruppo deiGannenmono

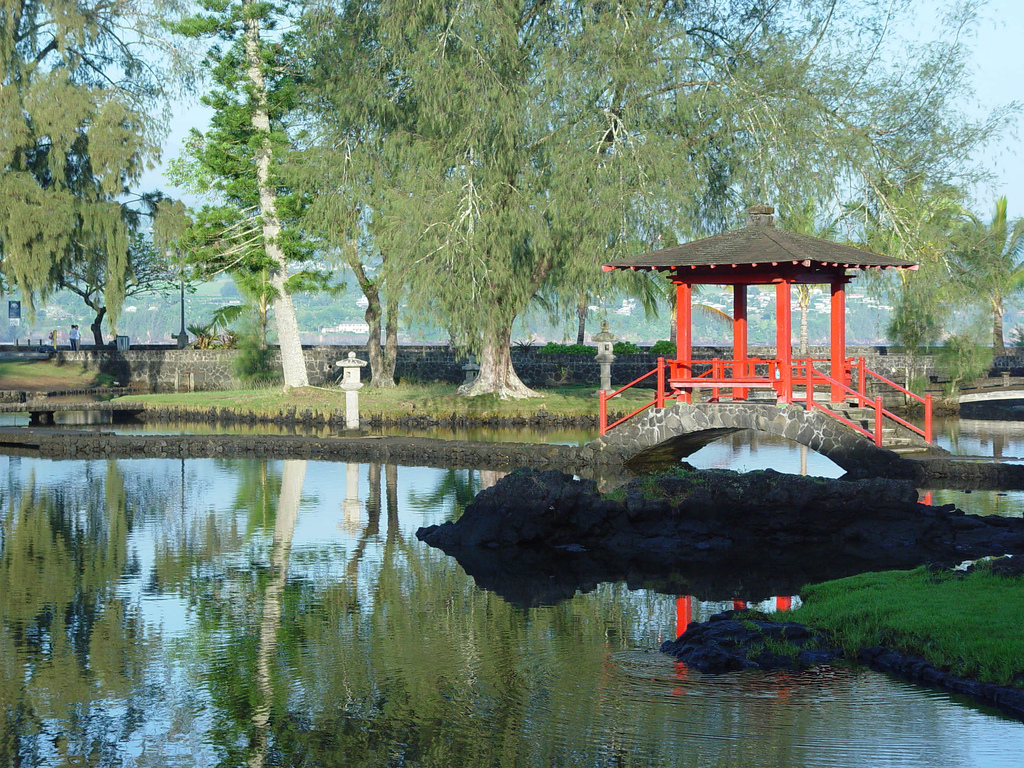
Il parco e giardini Liliuokalani, creati nei primi anni del Novecento

Nel 1866 Eugene Miller Van Reed, un americano di origine olandese, si recò in Giappone come rappresentante del Regno delle Hawaii. Pur non essendo riuscito a stabilire una relazione formale tra Hawaii e Giappone, egli restò nel paese del Sol Levante come commerciante e ottenendo in seguito l'autorizzazione dallo shogunato Tokugawa a organizzare l'emigrazione di sudditi giapponesi nel Regno delle Hawaii. Tuttavia, non appena iniziata l'attività di reclutamento, il nuovo governo Meiji entrato in vigore nel 1867, il primo anno dell'era Meiji, annullò tutti gli accordi precedentemente fatti dallo shogunato Tokugawa. Probabilmente, una delle ragioni di questo gesto fu dovuta alla voce secondo cui Van Reed era impegnato nel commercio di schiavi. Ad esempio, Takahashi Korekiyo, il cui caso era stato seguito dagli Stati Uniti da Van Reed stesso, finì per essere venduto dalla famiglia ospitante come schiavo, pur riuscendo successivamente a tornare in Giappone, diventandone infine il 20º primo ministro. Van Reed, tuttavia, procedette senza il permesso del nuovo governo inviando ben 153 giapponesi alle Hawaii per lavorare nelle piantagioni di zucchero. Questi salparono da Yokohama diretti a Honolulu il 17 maggio al 19 giugno 1868 a bordo dello Scioto. Questo primo gruppo di immigrati giapponesi legali divenne in seguito noto come il gruppo dei Gannenmono (元年 者 in giapponese), termine significante "popolo del primo anno (del periodo Meiji)"; il 150º anniversario del loro arrivo alle Hawaii fu celebrato nel 2018.
C'erano 142 uomini e 6 donne in questo gruppo iniziale, motivo per cui molti di loro sposarono hawaiani dopo essere arrivati alle Hawaii. Lavorarono nelle piantagioni di zucchero di Oahu, Maui, Kauai e Lanai. Due o tre mesi dopo il loro arrivo molti iniziarono a lamentarsi delle violazioni dei contratti poiché le condizioni di lavoro e la retribuzione non corrispondevano a ciò che era stato loro promesso. Almeno quattro delle sei donne e 50 uomini tornarono in Giappone nel 1870. Sette morirono prima che i loro contratti terminassero. Alcuni tra i Gannenmono godranno in seguito circondati di un'aura leggendaria presso i giapponesi delle Hawaii: Tomitarō Makino di Miyagi, il capo del gruppo; il più giovane Ichigorō Ishimura, di 13 anni; Sentarō Ishii, un samurai di Okayama, che aveva ben 102 anni quando morì a Maui; Tokujirō "Toko" Satō di Tokyo, che visse nella Valle di Waipio con la sua moglie hawaiana, Clara; e Tarō Andō, che sarebbe diventato il primo console generale del Giappone nel Regno delle Hawaii.

### Immigrazione successiva
Tra il 1869 e il 1885 il Giappone vietò l'emigrazione alle Hawaii nel timore che i lavoratori giapponesi ledessero alla reputazione della razza giapponese, come era accaduto con i cinesi secondo il punto di vista del governo giapponese. Nel 1881 il re David Kalākaua visitò il Giappone per rafforzare i rapporti tra le due nazioni. Kalākaua si offrì di non richiedere l'extraterritorialità del Giappone, un atto che si discostò dalla norma delle nazioni occidentali. Il 10 marzo Kalakaua incontrò Meiji per proporre un matrimonio tra la principessa Victoria Kaiulani e il principe Higashifushimi Yorihito. Pochi giorni dopo la proposta fu respinta, ma il divieto di immigrazione fu infine revocato nel 1885. Il successivo primo gruppo di 153 immigrati giapponesi giunse alle Hawaii l'8 febbraio 1885; questi avevano firmato un contratto come braccianti delle piantagioni di canna da zucchero e ananas.

### Dall'annessione delle Hawaii agli Stati Uniti al giorno d'oggi
Il contesto politico mutò radicalmente con l'avvento di una nuova era conosciuta come le Rivoluzioni hawaiane. Nel 1887 i coloni posero fine al dominio assoluto del re costringendolo ad accettare la Costituzione della baionetta e ad accettare un governo costituzionale con un potente parlamento. La nuova costituzione conferiva diritti di voto solo agli hawaiani, agli americani e agli europei, negando così i diritti ai giapponesi e agli altri asiatici. Il commissario giapponese iniziò dunque a fare pressioni sul Regno per ripristinare i diritti dei giapponesi modificando la costituzione. Nel 1893 la monarchia hawaiana fu rovesciata, Tokyo rispose nominando il capitano Tōgō Heihachirō per comandare le attività navali giapponesi alle Hawaii. L'HIJMS Naniwa fu inviato immediatamente alle Hawaii per incontrarsi con l'HIJMS Kongō che era stato in missione di addestramento.
In precedenza il capitano Togo era stato ospite di Kalākaua e tornò alle Hawaii per denunciare il rovesciamento della regina Lydia Lili'uokalani, sorella e successore del defunto re e per condurre una diplomazia delle cannoniere. Tōgō rifiutò di rendere omaggio al governo provvisorio non innalzando la bandiera della Repubblica. Oltre al rifiuto di riconoscere il nuovo regime, egli incoraggiò la nave britannica HMS Garnet a fare lo stesso. Il commissario giapponese alla fine impedì a Tōgō di continuare la sua protesta, ritenendo che avrebbe vanificato il suo lavoro nel ripristinare i diritti dei giapponesi. Katō Kanji scrisse a posteriori che si era pentito di non aver protestato più duramente e di non aver coinvolto gli inglesi nella protesta.
La continua presenza della Marina giapponese e l'opposizione del Giappone al rovesciamento portarono alla preoccupazione che il Giappone potesse usare la forza militare per riportare Lili'uokalani al suo trono come un governante fantoccio filo-giapponese. Di conseguenza, il sentimento anti-giapponese aumentò notevolmente.
A partire dal 30 aprile 1900, tutti i bambini nati alle Hawaii erano cittadini americani per nascita. La maggior parte dei bambini giapponesi aveva la doppia cittadinanza dopo che i genitori li avevano registrati. I coloni giapponesi aprirono le prime scuole giapponesi negli Stati Uniti. Nel 1920 il 98% di tutti i bambini giapponesi delle Hawaii frequentava scuole giapponesi. Le statistiche per il 1934 hanno mostrato che 183 scuole hanno insegnato a 41.192 studenti. Oggi le scuole di lingua giapponese delle Hawaii operano come istruzione supplementare (di solito il venerdì sera o il sabato mattina), che è in cima all'istruzione obbligatoria richiesta dallo stato.
Oggi, rappresentando i Nikkei circa un quinto dell'intera popolazione dell'arcipelago, il giapponese è una lingua importante, parlata e studiata da molti dei residenti dello stato. È insegnato in alcun scuole private fin dalla seconda elementare. A titolo di cortesia per il grande numero di turisti giapponesi (dal Giappone), i sottotitoli giapponesi sono forniti su cartelli stradali, mezzi pubblici e strutture civiche. Il mercato dei media hawaiani ha alcuni giornali e riviste in lingua giapponese prodotti localmente;  tuttavia, questi sono sul punto di estinguersi, a causa della mancanza di interesse da parte della popolazione giapponese locale (nata nelle Hawaii). I negozi per turisti hanno spesso personale di lingua giapponese. Per mostrare la loro fedeltà agli Stati Uniti, molti Nisei e Sansei hanno intenzionalmente evitato di imparare il giapponese.